# Чарльз Лотон
Чарлз Лоутон (англ. Charles Laughton; 1 липня 1899 — 15 грудня 1962) — британський та американський актор, сценарист, кінопродюсер та режисер. Лауреат премії «Оскар» (1933).

## Молоді роки
Чарлз Лоутон був первістком в родині Роберта Лоутона та Ельзи Кулон. Народився 1 липня 1899 року у Скарборо, що в Північному Йоркширі, в готелі Victoria Hotel, який належав його батькам. Згодом у нього з'явилися двоє молодших братів: Том та Френк. Лоутони займались готельним бізнесом, і їхні справи поступово йшли вгору, тож у 1908 році вони придбали більш вражаючий та висококласний готель Pavilion Hotel, що розташовувався через дорогу від їхнього першого закладу.

Матір Чарлза, Ельза, була ірландкою і завзятою католичкою. На її бажання, у віці 14 років Чарлз першим вирушив до державної єзуїтської школи Stonyhurst College у Ланкаширі. Згодом до нього приєдналися і його брати. Чарлз, попри те, що його, як старшого сина, змалку готували до родинного бізнесу, все більше відчував потяг до світу вистав. Вперше він вступив на сцені у шкільному спектаклі «Особистий секретар».

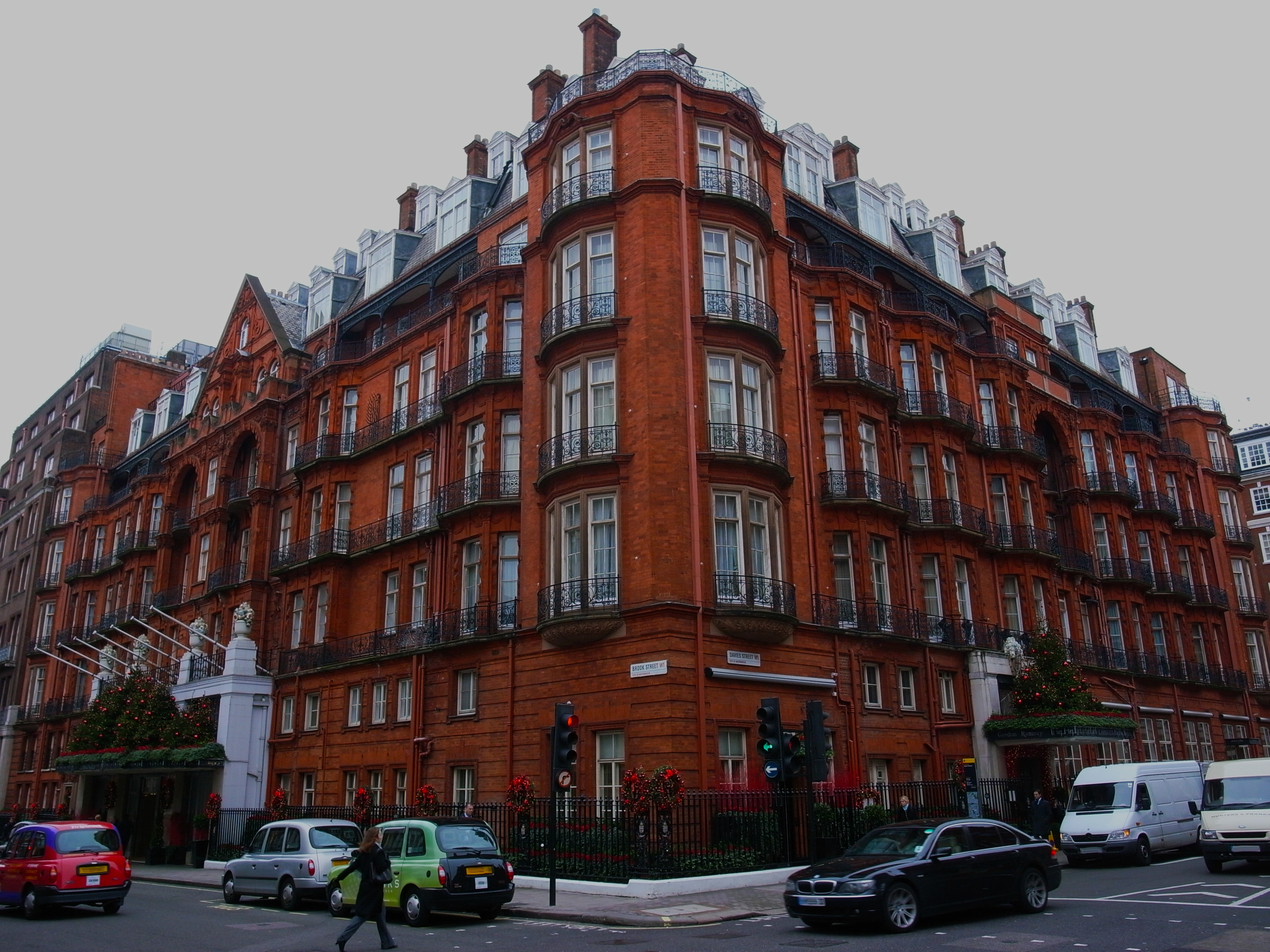
Claridge's hotel, де два роки працював Ч.Лоутон

 Та 1915 року мати наполягла, щоб старший син почав поступово звикати до готельних справ та залишив коледж, натомість влаштувавшись на роботу до лондонського Claridge's hotel. У цьому готелі Чарлз на різних посадах пропрацював два роки. У вільний час він мав змогу відвідувати найрізноманітніші міські театри.
У 1917 році, коли йому виповнилося вісімнадцять, Лоутона було покликано до армії. Тоді Велика Британія у складі блоку Антанти брала участь у Першій світовій війні. Юнак отримав військове підготування у складі 87-го резервного батальйону у таборі Кеттерік в Йоркширі. Після декількох тижнів у піхоті, його було переведено в інший підрозділ. На фронт він рушив у складі батальйону 2/1. 9 серпня 1918 його військова частина прибула на узбережжя Франції. У тому ж році він зазнав газової атаки німців, і був демобілізований 14 лютого 1919 року. Внаслідок ураження іпритом у Лоутона все життя були алергічні шкірні реакції, і понад десять років він часто хворів на ангіну. Лише 1930 року йому вдалося вилікувати горло.
Війна залишила важкий слід не лише на його тілі, а й на емоційному сприйнятті світу. Раніше жвавий і веселий хлопець, тепер, повернувшись додому, часто замикався у своїй кімнаті зі словами «Я нікому не потрібний». Опинившись у рідному Скарборо, Чарлз все ж таки обійняв посаду менеджера у батьківському готелі, а у вільний час займався виступами у складі місцевих аматорських театральних груп.
Його батько помер 1924-го року. Чарлз після цього повернувся до Лондона і вступив до Королівської академії драматичного мистецтва. Його вчителями стали Клод Рейнс, Еліс Гаше та Федір Коміссаржевський. Провчившись у закладі два роки, він закінчив навчання із золотою медаллю найкращого актора. Після цього був зарахований до трупи професійного театру, і здобув певну впевненість у власних силах.

## Перші роки у театрі
На сцені Чарлз Лоутон дебютував 28 квітня 1926 року. У театрі Барнс на околиці Лондона він зіграв Осипа у постановці за твором Миколи Гоголя «Ревізор». У травні він виступив у одному з центральних столичних театрів Gaiety Theatre з цією ж роллю.
Не зважаючи на те, що був зовсім не схожий на романтичного героя, Чарлз Лоутон причарував публіку своєю грою в класичних п'єсах Чехова «Вишневий сад» та «Три сестри». Він також зіграв головну роль у постановці за твором свого сучасника Арнольда Беннетта «Містер Проек». На репетиціях Лоутон зустрів свою майбутню дружину Ельзу Ланчестер, яка теж була залучена у спектаклі. Серед ролей талановитого англійця того періоду варто виокремити Еркюля Пуаро («Алібі» Агатою Крісті), Семюела Піквіка («Містер Піквік» Чарлза Діккенса), Тоні Переллі («На місці» Едґара Воллеса). З роллю у постановці кримінальної новели Сесіла Форестера «Відкладена сплата» Лоутон у вересні 1931 перетнув Атлантику, і вперше завітав до Сполучених Штатів. Ельза Ланчестер, яка за 2 роки до цього стала його дружиною, була поруч, а в цьому спектаклі грала роль доньки його героя. Від цього моменту почалося їхнє дев'ятнадцятирічне вояжування з Англії до Каліфорнії з невеличкими зупинками у Нью-Йорку. Це тривало аж допоки 28 квітня 1950 року подружжя не набуло громадянства Америки.

## Голлівуд
Імпресаріо Лоутона Гілберт Міллер влаштував 1931 року виступ актора на Бродвеї. Після того, як глядачі та критики Нью-Йорка, а згодом і Чикаго, побачили гру англійця, Чарлзові швидко запропонували контракт голлівудські шукачі талантів. Його найняла відома студія Paramount. Вже 1932 року вийшла 78-хвилинна драма «Диявол та безодня». В головних ролях знялися Таллула Бенкхед, Гарі Купер та Чарлз Лоутон. А через два місяці в Голлівуді було представлено нову стрічку з участю талановитого англійця — триллер «Старий темний дім». Це вже було результатом його співпраці зі студією Universal. Всього в тому році вийшло цілих шість картин з участю Лоутона. Серед його ролей на екрані були й римський імператор Нерон, і жахливий доктор Моро, що ставив досліди з вівісекції на тихоокеанському острові.
1933-го Лоутон знявся у двох картинах. Його першою роботою став сам англійський король Генріх VIII Тюдор у фільмі «Приватне життя Генріха VIII». Другою — стрічка «Біла жінка» із видатною білявкою Керол Ломбард як партнеркою. У першому в ролі дружин виступали Мерл Оберон, Венді Баррі, Ельза Ланчестер, Бінні Барнс та Еверлі Ґреґґ. Режисером був також англієць — Александр Корда. Фільм охоплює час перед стратою Анни Болейн і завершується одруженням Генріха на Катерині Парр. Стрічка була висунена на «Оскар» у двох номінаціях — найкращий фільм та найкраща чоловіча роль. Найкращим фільмом було визнано «Кавалькаду», та «Оскара» за найкращу чоловічу роль отримав Лоутон.

## Особисте життя
Бісексуальність Лотона була підтверджена кількома його сучасниками та загальновизнана голлівудськими істориками. Також існує версія про його гомосексуальність.

## Вибрана фільмографія
- 1933 — Острів втрачених душ
- 1933 — Приватне життя Генріха VIII — король Генріх VIII
- 1933 — Біла жінка — Горас Прін
- 1935 — Знедолені — інспектор Жавер
- 1935 — Заколот на Баунті — капітан Вільям Блай
- 1936 — Рембрандт — Рембрандт ван Рейн
- 1937 — Я, Клавдій — Клавдій
- 1938 — Провулок Святого Мартіна — Чарлз Стеджерс
- 1939 — Таверна «Ямайка» — сер Гемфрі Пенгаллан
- 1939 — Горбун Собору Паризької Богоматері — Квазімодо
- 1940 — Вони знали, чого бажали — Тоні Патуччі
- 1941 — Все почалося з Єви — Джонатан Рейнольдс
- 1942 — Казки Мангеттену — Чарлз Сміт
- 1942 — Вічність і один день — Белламі
- 1943 — Це земля моя — Альберт Лорі
- 1944 — Кентервільский привид — сер Сімон де Кентервіль/привид
- 1944 — Підозрюваний — Філіп Маршалл
- 1945 — Капітан Кідд — капітан Вільям Кідд
- 1946 — Через нього — Джон Шерідан
- 1947 — Справа Парадайна — суддя Томас Хорфілд
- 1948 — Тріумфальна арка — Івон Хааке
- 1949 — Підкуп — Джей Джей Білер
- 1949 — Людина на Ейфелевій вежі — інспектор Жюль Мегре
- 1951 — Блакитна вуаль — Фред Бейлі
- 1952 — Вождь червоношкірих та інші — Соапі
- 1953 — Саломея — цар Ірод
- 1953 — Маленька Бесс — король Генріх VIII
- 1957 — Свідок обвинувачення — сер Вильфрід Робартс
- 1960 — Спартак — Семпроніус Гракх